# Frontière entre l'Italie et le Monténégro

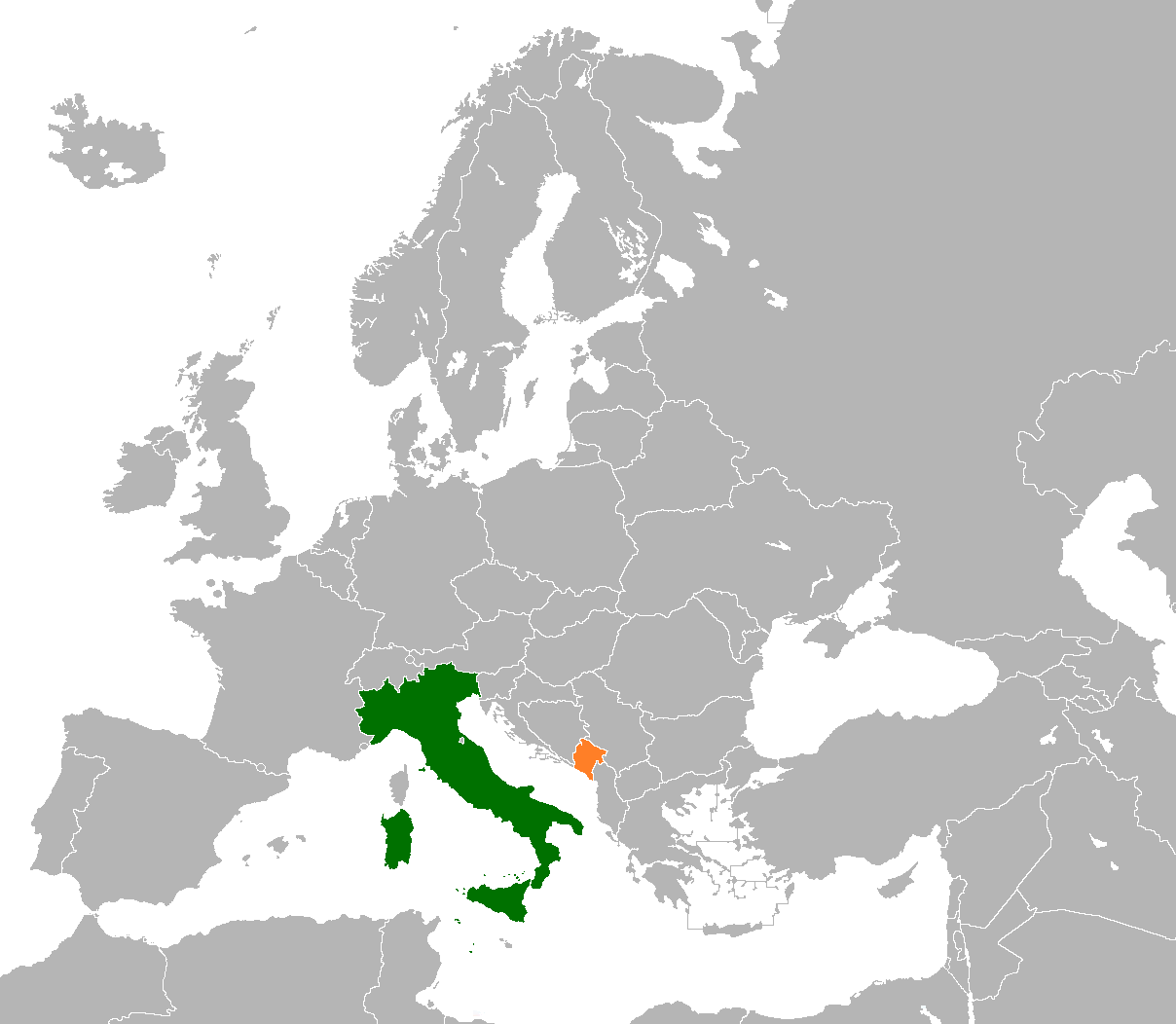
Carte localisant l'Italie et le Monténégro

La frontière entre l'Italie et le Monténégro est intégralement maritime dans la Mer Adriatique. Cette frontière suit les contours définis par un traité bilatéral entre l'Italie et la Yougoslavie, signé dès 1968. C'est l'une des frontières extérieures de l'espace Schengen. 
Un conflit au Sud existait aussi à propos de frontière avec la Serbie-et-Monténégro sur les Bouches de Kotor.
Le tripoint avec la frontière albanaise n'est pas clairement positionné par traité. Celle entre l'Albanie et la Yougoslavie pour de la limite des eaux territoriales en Adriatique suivait une ligne droite perpendiculaire à la côte au niveau de l'embouchure principale du fleuve Buna.

## Tracé
Le tracé est défini par l'accord entre l'Italie et la Yougoslavie relatif à la délimitation du plateau continental entre les deux pays en mer Adriatique signé le 8 janvier 1968. Seuls les derniers points concernent la frontière avec le Monténégro.
- Point 41 : 41° 50'.2 N, 17° 37'.0 E.
- Point 42 : 41° 38'.5 N, 18° 00'.0 E.
- Point 43 : 41° 30'.0 N, 18° 13'.0 E.